# Velká Baba (Brdská vrchovina)
Velká Baba je lesnatý kopec v Brdské vrchovině, vysoký 614,5 m n. m. Nachází se zhruba 3 km jižně od města Hostomice pod Brdy.

## Pověsti
Velká Baba je opředena mnoha pověstmi o Fabiánovi, podle nichž zde měl hrad, po němž zde zůstalo tzv. Fabiánovo lože. Podle pověsti ho nechala zmizet Fabiánova zavržená milenka i s obyvateli.

## Turistické spojení
Na Velkou Babu vede modrá turistická značka, z jedné strany z rozcestí Křižatky, z druhé strany z Hostomic pod Brdy.

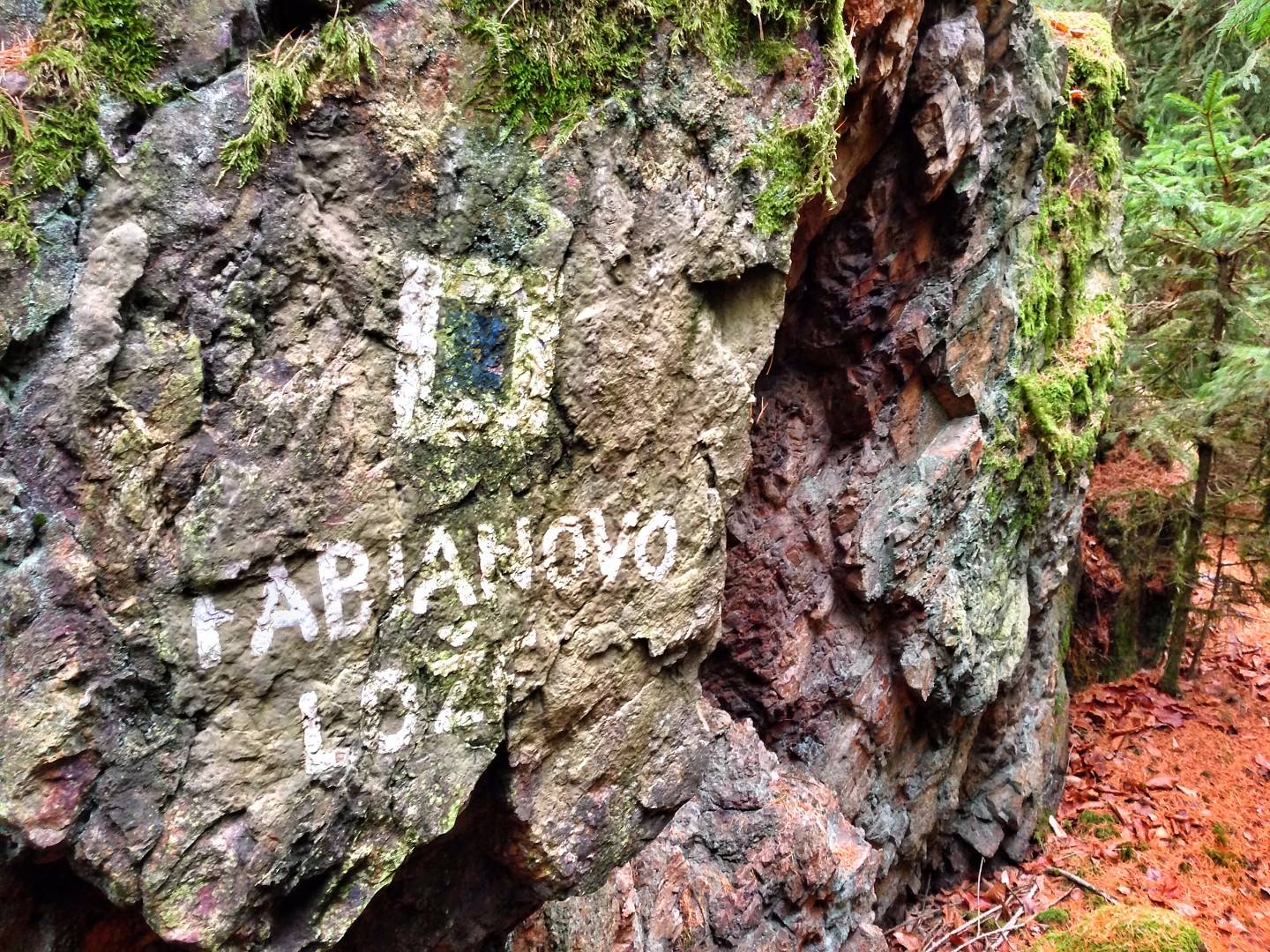
Fabiánovo lože na Velké Babě